# KAI KT-1 Woongbi
KAI KT-1 Woongbi (korejsko: KT-1 웅비) je turbopopelersko šolsko vojaško letalo južnokorejskega proizvajalca Korean Aerospace Industries (KAI). KT-1 je prvo letalo dizajnirano v celoti v Južni Koreji. 
Prvi let je bil leta 1991, v uporabo je vstopil leta 2000. Na izgled in po konfiguraciji je podoben Pilatusu PC-9. KT-1 se lahko uporablja tudi kot lahki jurišnik. Letalo so izvozili v Indonezijo, Turčijo in Peru. 

## Variante
KT-1

KA-1

## Specifikacije(KT-1)
Podatki iz Jane's All The World's Aircraft 2003–2004; Jackson 2003, pp. 316–317
Splošne karakteristike
- Posadka: 2
- Dolžina: 10,26 m (33 ft 8 in)
- Razpon kril: 10,59 m (34 ft 9 in)
- Višina: 3,68 m (12 ft 1 in)
- Površina kril: 16.01 m2 (172,3 sq ft)
- Teža praznega letala: 1910 kg (4210 lb)
- Naložena teža: 2540 kg (5600 lb)
- Maks. vzletna teža: 3311 kg (7300 lb[2])
- Pogon letala: 1 ×  Pratt & Whitney Canada PT6A-62, 950 KM (708 kW)

 Zmogljivost 
- Maks. hitrost: 574 km/h (310 vozlov, 357 mph) IAS
- Doseg: 1,333 km (720 nmi, 828 milj) z maks. gorivom
- Višina leta: 11580 m (38000 ft)
- Hitrost vzpenjanja: 16,2 m/s (3180 ft/min)